# Carlo Carli (dirigente sportivo)
Carlo Carli (Asiago, 28 dicembre 1901 – Padova, 3 gennaio 1973) è stato un dirigente sportivo italiano, presidente del Calcio Padova dal 1923 al 1925.

## Biografia
Ragioniere, guida la società biancoscudata per due stagioni. Prosegue sulla strada tracciata dagli illustri predecessori, e mantiene alto l'onore e il valore di una squadra ormai rispettata nel panorama calcistico nazionale. Giocatori come Giovanni Vecchina, Feliciano Monti, Antonio Busini diventano partita dopo partita più famosi: i talenti padovani fanno così gola alle "grandi", che intavolano con la società biancoscudata complesse trattative di mercato. Fare il presidente non è più un hobby ma un impegno a tempo pieno, al quale Carli, dopo un biennio in Prima Divisione (attuale Serie A), è costretto a rinunciare.

## Fonti
- Biancoscudo, cent'anni di Calcio Padova, a cura di Massimo Candotti e Carlo Della Mea (contributi di Paolo Donà, Gabriele Fusar Poli, Andrea Pistore, Marco Lorenzi e Massimo Zilio), EditVallardi 2009.